# Julia Vandevelde
Julia Vandevelde (Gent, 3 augustus 1906 – Schaarbeek, 3 maart 1935) was een Belgische atlete, die gespecialiseerd was in de middellange afstand, het veldlopen en het verspringen. Zij werd zevenmaal Belgisch kampioene.

## Biografie
Vandevelde werd in 1930 Belgisch kampioene veldlopen. Ze werd dat jaar ook Belgisch kampioene op de 800 m. Ook de volgende twee jaren behaalde ze de titel op die afstand. In het veldlopen werd ze tot 1934 nog driemaal Belgisch kampioene. Begin 1935 overleed ze onverwacht door complicaties na een blindedarmoperatie.
in 1932 verbeterde ze het Belgisch record op de 800 m van Juliette Segers naar 2.28,4
Vandevelde was aangesloten bij William Elie Club. Ze stapte over naar Cercle Athlétique Féminin Schaarbeek.

## Belgische kampioenschappen
| Onderdeel | Jaar                   |
| --------- | ---------------------- |
| 800 m     | 1930, 1931, 1932       |
| veldlopen | 1930, 1931, 1933, 1934 |

## Persoonlijke records
| Onderdeel | Prestatie      | Datum           | Plaats     |
| --------- | -------------- | --------------- | ---------- |
| 800 m     | 2.29,4 (ex-NR) | 7 augustus 1932 | Schaarbeek |

## Palmares

### 800 m
- 1930:  BK AC - 2.38,4
- 1931:  BK AC - 2.33,0
- 1932:  BK AC - 2.35,0
- 1933:  BK AC
- 1934:  BK AC

### 1000 m
- 1928:  BK AC

### verspringen
- 1933:  BK AC - 4,46 m
- 1934:  BK AC - 4,39 m

### veldlopen
- 1929:  BK in Ganshoren
- 1930:  BK in Brussel
- 1931:  BK in Laken
- 1933:  BK in Dilbeek
- 1934:  BK in Dilbeek